# Jean Desforges
Jean Catherine Desforges, po mężu Pickering (ur. 4 lipca 1929 w Forest Gate w London Borough of Newham, zm. 25 marca 2013 w Welwyn) – brytyjska lekkoatletka specjalizująca się w krótkich biegach płotkarskich oraz w skoku w dal, brązowa medalistka letnich igrzysk olimpijskich w Helsinkach (1952) w sztafecie 4 × 100 metrów, mistrzyni Europy z Berna (1954) w skoku w dal.
Jej syn Shaun Pickering startował w pchnięciu kulą na igrzyskach olimpijskich w 1996 w Atlancie.

## Sukcesy sportowe
- czterokrotna mistrzyni Wielkiej Brytanii w biegu na 80 m przez płotki – 1949, 1952, 1953, 1954
- dwukrotna mistrzyni Wielkiej Brytanii w skoku w dal – 1953, 1954
- dwukrotna mistrzyni Wielkiej Brytanii w pięcioboju – 1953, 1954[1]

| Rok  | Miasto    | Zawody                                                 | Konkurencja                                  | Wynik                    |
| ---- | --------- | ------------------------------------------------------ | -------------------------------------------- | ------------------------ |
| 1950 | Bruksela  | mistrzostwa Europy                                     | sztafeta 4 × 100 m bieg na 80 m przez płotki | złoty medal 5. miejsce   |
| 1952 | Helsinki  | igrzyska olimpijskie                                   | sztafeta 4 × 100 m bieg na 80 m przez płotki | brązowy medal 5. miejsce |
| 1954 | Berno     | mistrzostwa Europy                                     | skok w dal bieg na 80 m przez płotki         | złoty medal 6. miejsce   |
| 1954 | Vancouver | igrzyska Imperium Brytyjskiego i Wspólnoty Brytyjskiej | skok w dal bieg na 80 m przez płotki         | brązowy medal            |

## Rekordy życiowe
- bieg na 100 jardów – 11,1 – 1953
- bieg na 80 m przez płotki – 11,1 – 1954